# Сабири, Абдельхамид
Абдельхамид Сабири (араб. عبد الحميد صابيري‎; нем. Abdelhamid Sabiri; род. 28 ноября 1996, Goulmima, Эррахидия) — марокканский и немецкий футболист, полузащитник клуба «Аль-Фейха» и сборной Марокко.

## Клубная карьера
Сабири — воспитанник немецких клубов «Кобленц» и «Дармштадт 98». В 2015 году Абдельхамид подписал свой первый профессиональный контракт с «Шпортфройнде». В том же году он дебютировал за основной состав. Летом 2016 года Сабири перешёл в «Нюрнберг», где для получения игровой практики выступал за дублирующий состав. 29 января 2017 года в матче против дрезденского «Динамо» он дебютировал во Второй Бундеслиге. 4 февраля в поединке против «Хайденхайма» Абдельхамид сделал «дубль», забив свои первые голы за «Нюрнберг». Летом 2017 года Сабири перешёл в английский «Хаддерсфилд Таун», подписав контракт на 3 года. В матче против «Вест Хэм Юнайтед» он дебютировал в английский Премьер-лиге.
Летом 2019 года Сабири вернулся в Германию, став игроком «Падерборн 07», подписав контракт на два года. 31 августа в матче против «Вольфсбурга» он дебютировал в Бундеслиге. 26 октября в поединке против дюссельдорфской «Фортуны» Абдельхамид забил свой первый гол за «Падерборн 07».
Летом 2020 года Сабири перешёл в итальянский «Асколи». подписав контракт на два года. 3 октября в матче против «Лечче» он дебютировал в итальянской Серии B. 20 октября в поединке против «Реджины» Абдельхамид забил свой первый гол за «Асколи». В начале 2022 года Сабири на правах аренды перешёл в «Сампдорию». 13 февраля в матче против «Милана» он дебютировал в итальянской Серии A. 12 марта в поединке против «Ювентуса» Адбельхамид забил свой первый гол за «Сампдорию». По окончании аренды клуб выкупил трансфер игрока за 1 млн евро.

## Международная карьера
В 2022 году в товарищеском матче против сборной Чили Сабири дебютировал за сборную Марокко. В том же поединке он забил свой первый гол за национальную команду.

## Достижения

### Награды
- Офицер Ордена Трона (2022)[13]